# Чепик Максим Володимирович
Макси́м Володи́мирович Че́пик (нар. 2 березня 1970, Якутськ, РРФСР) — український артист балету, балетмейстер-репетитор Національного академічного театру опери та балету України імені Тараса Шевченка. Заслужений артист України (1994). Лауреат премії імені А. Ф. Шекери у галузі хореографічного мистецтва (2010).

## Життєпис
1970, 2 березня — народився у м. Якутськ.
1988  — закінчив Новосибірське хореографічне училище (педагог В. Ф. Владимиров).
1988—1989 — артист Новосибірського театру опери та балету.
1989—1998 — провідний соліст Дніпропетровського академічного театру опери та балету.
З 1999 року — провідний майстер сцени балетної трупи Національного академічного театру опери та балету України імені Тараса Шевченка.
Його балетмейстером-репетитором в київському театрі був Микола Прядченко. Нині сам Максим Чепик є балетмейстером-репетитором в цьому театрі, а також педагогом сценічної практики в Київській муніципальній українській академії танцю імені Сержа Лифаря.
Виступав в багатьох країнах світу, зокрема в Швейцарії, Німеччині, Іспанії, Італії.

## Партії
- Альберт («Жизель»)
- Базиль («Дон Кіхот»)
- Дезіре («Спляча красуня»)
- Загфрід («Лебедине озеро»)
- Золотий раб («Шехеразада»)
- Конрад («Корсар»)
- Принц («Лускунчик»)
- Спартак («Спартак»)
- Хосе («Кармен-сюїта»)

## Відзнаки
- 1994 — Заслужений артист України.
- 2010 — Лауреат премії імені А. Ф. Шекери[2]